# Thelaxes valtadorosi
Thelaxes valtadorosi är en insektsart. Thelaxes valtadorosi ingår i släktet Thelaxes och familjen långrörsbladlöss. Inga underarter finns listade i Catalogue of Life.